# Pauline Larrieu
Pour les articles homonymes, voir Larrieu.
Pauline Larrieu, née le 16 janvier 1951, est une actrice française.

## Biographie
Née dans une famille d'artistes, Pauline Larrieu étudie l'anglais et l'allemand à l'Université de Münster quand elle monte pour la première fois sur scène dans une mise en scène d'Électre de Giraudoux. Elle se forme ensuite au métier de comédienne en suivant les cours Viriot et les cours Furet.
Comme beaucoup d'actrices de sa génération Pauline Larrieu fait ses débuts au cinéma dans des films érotiques qui occupent une part importante des écrans français au début des années 1970. En 1972, elle tourne Bananes mécaniques, aux côtés de Marie-Georges Pascal, Anne Libert et Philippe Gasté. Porté par l’entrain et la fraîcheur de ses acteurs, la première « comédie paillarde » de Jean-François Davy devient un des grands succès du genre, rassemblant plus d'un million de spectateurs à sa sortie,.
L'actrice tient par la suite beaucoup de rôles secondaires, au cinéma et surtout à la télévision.
Le petit écran lui offre tout de même quelques rôles importants. En 1975, elle interprète un mannequin qui est victime d'un meurtre en plein défilé de mode dans Collection 1909, un épisode des Brigades du Tigre. En 1981, Gilles Legrand lui confie le rôle-titre de Sofia, un segment de la série La Vie des autres. Elle y a notamment pour partenaire François-Eric Gendron. Au tournant de la décennie, on la retrouve dans plusieurs épisodes de Commissaire Moulin, dans lesquels elle incarne Béatrice.
Capable de jouer en allemand comme en anglais, elle apparaît dans quelques productions internationales comme Le Voyageur, Simon et Simon ou Madame Montand and Mrs Miller, une série de la BBC qui lui donne l'occasion d'incarner Simone Signoret,.
Si on retrouve encore Pauline Larrieu sur petit écran dans des épisodes de Navarro, Julie Lescaut et Commissaire Valence, l'actrice passe de plus en plus de temps sur les planches. Elle travaille notamment avec Jean-Luc Moreau qui la met en scène dans deux comédies à succès, Impair et père de Ray Cooney et Si c'était à refaire de Laurent Ruquier.
Depuis les années 1980, elle travaille aussi au doublage de séries télévisées et de longs métrages de cinéma ainsi qu'au commentaire audio de documentaires et de films institutionnels. Particulièrement reconnue pour son interprétation de Diana (Jane Badler) dans la version française de la série télévisée V, Pauline Larrieu a notamment prêté sa voix à Sigourney Weaver, Mimi Rogers ou Annette Bening. Elle est aussi la narratrice du programme télévisé MythBusters.

## Filmographie

### Cinéma
- 1970 : Le Voyageur (ou Chaleurs, ou La Femme créa l'amant) de  Daniel Daert : une invitée
- 1972 : Les Félines de  Daniel Daert : Claire
- 1973 : Jeu de dames (ou Sex Revolution, ou L'Institutrice) de  Christian Lara : Muriel
- 1973 : Bananes mécaniques de  Jean-François Davy : Pauline
- 1973 : Les Anges de  Jean Desvilles :
- 1974 : La Virée superbe de  Gérard Vergez :
- 1974 : France société anonyme d'Alain Corneau : la speakerine nue
- 1975 : Chobizenesse de  Jean Yanne : Ghislaine
- 1976 : L'Année sainte de  Jean Girault : Une hôtesse de l'air
- 1982 : L'Indiscrétion de  Pierre Lary : (voix seulement)
- 1988 : Bonjour l'angoisse de  Pierre Tchernia : Sonia Michaud

### Télévision
- 1973 : Le Mystère de Gesvres, un épisode de la série Arsène Lupin de Jean-Pierre Desagnat : Suzanne
- 1973 : L'étang de la Breure, série : Diane
- 1975 : Les Brigades du Tigre, épisode Collection 1909 de Victor Vicas : Émilienne
- 1975 : Splendeurs et misères des courtisanes, série réalisée par Maurice Cazeneuve d'après Honoré de Balzac : Madame du Val-Noble
- 1976 : Peut-être en automne, téléfilm de Jeannette Hubert : Lucienne
- 1977 : Les Drogueurs, un épisode de la série Un juge, un flic : Noelle Galbert
- 1981 : Sofia, segment de la série La Vie des autres de Gilles Legrand : Sofia
- 1981 : Le Tout pour le tout, théâtre filmé, captation de Jacques Brialy : Sandra
- 1982 : La farandole, un épisode de la série Les Amours des années grises d'Agnès Delarive : Bettina
- 1984 : un épisode de la série Simon et Simon : L'Hôtesse
- 1988 : La Vie en panne, mini-séries d'Agnès Delarive :
- 1989 : Corvée de bois, un épisode de la série Commissaire Moulin de Paul Planchon : Béatrice
- 1989 : Tribunal : Épisode 28 : Papa sans maman : Corinne Brunel
- 1990 : Les Buveurs d'eau, un épisode de la série Commissaire Moulin d'Yves Rénier : Béatrice
- 1991 : L'Ours vert, un épisode de la série Commissaire Moulin d'Yves Rénier : Béatrice
- 1991 : Madame Montand and Mrs Miller de Morag Fullerton : Simone Signoret
- 1991 : Living a Lie, un épisode de la série Le Voyageur (The Hitchhiker) de Bruno Gantillon : Laurence
- 1992 : The Circus Ring, un épisode de la série Force de frappe (Counterstrike)  de Robin Davis : La juge
- 1992 : un épisode de la série The House of Eliott de Graeme Harper : Yvette Caragnac
- 1993 : Syndrome de menace, un épisode de la série Commissaire Moulin d'Yves Rénier : Béatrice
- 1994 : Parfum de meurtre (Target of Suspicion)  de Bob Swaim : La juge
- 1994 : Groupe nuit de Patrick Jamain : Céline Conrad
- 1996 : Kamikaze, un épisode de la série Extrême Limite de Yann Michel : Mme Vincent
- 1996 : Le Cimetière des sentiments, un épisode de la série   Navarro de Patrick Jamain :  Stella
- 2002 : Patron sur mesure, téléfilm de Stéphane Clavier : Ségolène
- 2003 : Impair et Père, captation de la pièce réalisée par Jean-Luc Moreau : Hélène Jouffroy
- 2005 : Faux semblants, un épisode de la série Julie Lescaut de Alain Wermus : Audrey
- 2006 : Passeport diplomatique, un épisode de la série Commissaire Valence  de Nicolas Herdt : Lucie Lang

## Théâtre
- 1978 : Le Tout pour le tout de Françoise Dorin, mise en scène de Raymond Gérôme, Théâtre du Palais-Royal : Sandra
- 2000 : Envers et contre soi de Ben Brown, mise en scène de Daniel Roussel, Petit théâtre de Paris : Joanna
- 2002 : Impair et père de Ray Cooney, mise en scène de Jean-Luc Moreau, Théâtre de la Michodière : Hélène Jouffroy
- 2004 : La berlue de Jean-Jacques Bricaire et Maurice Lasaygues, mise en scène de Michel Jeffrault, tournée
- 2006 : Si c'était à refaire de Laurent Ruquier, mise en scène de Jean-Luc Moreau, Théâtre de la Renaissance, tournée

## Doublage
Sources : RS Doublage et Doublage Séries Database

### Cinéma

#### Films
- Annette Bening dans (7 films) :
  - Bons Baisers d'Hollywood (1990) : Evelyn Ames
  - Couvre-feu (1998) : Elise Kraft / Sharon Bridger
  - Tout va bien ! The Kids Are All Right (2010) : Nic
  - L'Exception à la règle (2017) : Lucy Mabrey
  - Captain Marvel (2019) : Suprême Intelligence / Dr Wendy Lawson / Mar-Vell
  - Mort sur le Nil (2022) : Euphemia Bouc, peintre renommée et mère de M. Bouc
  - Jerry and Marge Go Large (2022) : Marge Selbee

- Sigourney Weaver dans :
  - Le Coup du siècle (1983) : Catherine DeVoto
  - Escort Girl (1986) : Lauren Slaughter

- Joanna Lumley dans :
  - Shirley Valentine (1989) : Marjorie
  - Paddington 2 (2017) : Felicity Fanshaw

- Kathy Baker dans :
  - Dans l'ombre de Mary (2013) : Tommie
  - Adaline (2015) : Kathy Jones
- 1935[12] : Les 39 Marches : Pamela / Mme Henry Hopkinson (Madeleine Carroll)
- 1985 : Police Academy 2 : Au boulot ! : l'officier Kathleen Kirkland (Colleen Camp)
- 1987 : Ironweed : Helen Archer (Meryl Streep)
- 1987 : Le Secret de mon succès : Vera Prescott (Margaret Whitton)
- 1988 : Héros : Kay (Brynn Thayer)
- 1989 : Quand Harry rencontre Sally : Marie (Carrie Fisher)
- 1990 : Oublier Palerme : Carrie (Mimi Rogers)
- 1990 : Comme un oiseau sur la branche : Rachel Varney (Joan Severance)
- 1992 : Basic Instinct : Dr Elisabeth Garner / Lisa Hobermann (Jeanne Tripplehorn)
- 1992 : Christophe Colomb : La Découverte : la reine Isabelle (Rachel Ward)
- 1993 : Le Bazaar de l'épouvante : Polly Chalmers (Bonnie Bedelia)
- 1995 : Crossing Guard : Mary (Anjelica Huston)
- 2001 : Attraction animale : Diane Roberts (Ellen Barkin)
- 2003 : Escrocs : Lutetia Fairbanks (Nora Dunn)
- 2004 : Mémoire effacée : l'inspecteur Anne Pope (Alfre Woodard)
- 2004 : Bienvenue à Mooseport : Charlotte Cole (Christine Baranski)
- 2005 : Flight Plan : Lisa (Greta Scacchi)
- 2007 : Embrassez le marié ! : Evelyn (Joanna Cassidy)
- 2012 : American Sexy Phone : Adele Powell (Mimi Rogers)
- 2013 : Gravity : le capitaine de l'Explorer (Amy Warren)
- 2021 : The Power of the Dog : ? (?)
- 2022 : L'École du bien et du mal : Mme Deauville (Patti LuPone)
- 2023 : Tom Brady à tout prix (en) : Trish (Jane Fonda)
- 2024 : Spaceman : la commissaire Tuma (Isabella Rossellini)

#### Films d'animation
- 2006 : Bambi 2 : la mère de Pan-pan
- 2014 : M. Peabody et Sherman : Les Voyages dans le temps : Mlle Grunion
- 2016 : Tous en scène : Nana Noodleman[n 1]
- 2018 : Sherlock Gnomes : Nanette[13]
- 2021 : Tous en scène 2 : Nana Noodleman[n 1]
- 2022 : Luck : Babe, la dragonne[14]

### Télévision

#### Téléfilms
- Joanna Cassidy dans :
  - Manigances meurtrières (1992) : Janice
  - La Force des mots (2005) : Diana Weston
  - Fausses disparitions (2005) : Ellen Drake
  - La Petite fille aux miracles (2013) : Ruth
  - Une mère abusée (2015) : Barbara

- 2009 : Le Visage du crime : Tante Darlene (Jane Moffat)
- 2010 : Il suffit d'un premier pas : Lois (Mimi Rogers)
- 2012 : Double destinée : Elizabeth Cole (Connie Sellecca)
- 2015 : Le voleur au grand cœur : ? ( ? )
- 2022 : Coachée par une psychopathe : Diane Vance (Gretchen Allison)
- 2022 : Ménage à trois meurtrier : Donna Joyce (Jane Edwina Seymour)

#### Séries télévisées
- Joanna Cassidy dans (13 séries) :
  - Les Dessous d'Hollywood (1985) : Marilee Gray (mini-série)
  - Rude Awakening (1998-2000) : Colleen (saison 1, épisode 10 et saison 2, épisode 20)
  - Boston Justice (2006) : Beverly Bridge (5 épisodes)
  - Esprits criminels (2008) : Mme Holden (saison 4, épisode 9)
  - Desperate Housewives (2009) : Melina Cominis (saison 5, épisode 11)
  - Hawthorne : Infirmière en chef (2009) : Amanda Hawthorne (4 épisodes)
  - Body of Proof (2011-2013) : Joan Hunt (14 épisodes)
  - Bones (2013) : Marianne Booth (saison 8, épisode 22 et saison 9, épisode 6)
  - Perception (2014) : Ruby (saison 3, épisode 10)
  - Switched (2015) : Lucille (saison 4, épisode 7)
  - The Odd Couple (2016) : Judy (saison 2, épisode 7)
  - Motive (2016) : Natalie Rodman (saison 4, épisode 11)
  - Too Old to Die Young (2019) : Eloise (mini-série)

- Mimi Rogers dans (6 séries) :
  - X-Files : Aux frontières du réel (1998-1999) : l'agent Diana Fowley (7 épisodes)
  - La Famille de mes rêves (2000-2001) : Hillary (22 épisodes)
  - Las Vegas (2003) : Sandra Aldman (saison 1, épisode 8)
  - La Star de la famille (2004) : Annie Hannigan (saison 1, épisode 13)
  - Mon oncle Charlie (2011-2014) : Robin Schmidt (6 épisodes)
  - Mad Men (2015) : Pima Ryan (saison 7, épisode 9)

- Wendy Crewson dans (6 séries) :
  - 24 Heures chrono (2003) : Dr Anne Packard (saison 3)
  - Revenge (2012-2013) : Helen Crowley (saison 2)
  - Slasher (2016) : Brenda Merritt (saison 1, épisodes 2 et 4)
  - The Detail (en) (2018) : le sergent Fiona Currie (10 épisodes)
  - October Faction (2020) : Maggie Allen (7 épisodes)
  - Nous les menteurs (2025) : Tipper Sinclair

- Kathe Mazur dans (4 séries) :
  - The Closer : L.A. enquêtes prioritaires (2009-2012) : Andrea Hobbs (5 épisodes)
  - Mentalist (2013) : Lisa Coates (saison 5, épisode 11)
  - Major Crimes (2016-2018) : Andrea Hobbs (2e voix, saisons 5 et 6)
  - The Rookie : Le Flic de Los Angeles (2018) : l'avocate (saison 1, épisode 8)

- Tracy Scoggins dans :
  - Dallas (1983) : Diane Kelly (saison 7, épisode 4)
  - Les Colby (1985-1987) : Monica Colby (en) (49 épisodes)
  - Dynastie (1985-1989) : Monica Colby (10 épisodes)

- Jane Badler dans :
  - V (1984-1985) : Diana (19 épisodes)
  - V (2011) : Diana (9 épisodes)
  - Reef Break (2019) : L. Thompson (épisodes 12 et 13)

- Kathy Baker dans :
  - Grey's Anatomy (2008) : Anna Loomis (saison 5, épisodes 1 et 2)
  - The Ranch (2016-2020) : Joanne (42 épisodes)
  - Chicago Med (2019) : Nancy Geddes (saison 5, épisode 1)

- Susan Seaforth Hayes (en) dans :
  - Des jours et des vies (1968[15]-2016) : Julie Williams
  - Les Feux de l'amour (2005-2010) : Joanna Manning (2e voix)

- Jill Eikenberry dans :
  - La Loi de Los Angeles (1986-1994) : Ann Kelsey (171 épisodes)
  - New York, police judiciaire (2009) : Irene Matson (saison 19, épisode 17)

- Nancy Anne Sakovich dans :
  - Psi Factor, chroniques du paranormal (1996-2000) : Lindsay Donner (88 épisodes)
  - Sydney Fox, l'aventurière (2000-2001) : Cate Hemphill (3 épisodes)

- Rhoda Griffis dans :
  - American Wives (2007-2010) : Lenore Baker Ludwig (11 épisodes)
  - Drop Dead Diva (2009-2014) : Paula Dewey (10 épisodes)

- Anne Archer dans :
  - Privileged (2008-2009) : Laurel Limoges (18 épisodes)
  - The Dropout (2022) : Charlotte Shultz (mini-série)

- Christine Baranski dans : 
  - The Good Wife (2009-2016) : Diane Lockhart (en) (156 épisodes)
  - The Good Fight (2017-2022) : Diane Lockhart (60 épisodes)

- Linda Emond dans :
  - Unforgettable (2011) : Debi Moser (saison 1, épisode 3)
  - Madam Secretary (2015-2019) : Carol Jackson (4 épisodes)

- Donna Murphy dans :
  - Made in Jersey (2012) : Darlene Garretti (7 épisodes)
  - Gossip Girl (2021-2022) : la directrice Vivian Burton (4 épisodes)

- Jane Fonda dans :
  - The Newsroom (2012-2014) : Leona Lansing (10 épisodes)
  - Grace et Frankie (2015-2022) : Grace Hanson (94 épisodes)

- Ann Cusack dans :
  - Castle (2015-2016) : Rita (saison 8, épisodes 2 et 11)
  - Grimm (2016) : Mme Baske (saison 5, épisode 14)

- Rosemary Dunsmore dans :
  - Between (2015-2016) : la ministre Miller (5 épisodes)
  - Fellow Travelers (2023) : Estelle (mini-série)

- Harriet Walter dans :
  - Black Sails (2017) : Marion Guthrie (saison 4)
  - Succession (2018-2023) : Lady Caroline Collingwood (7 épisodes)

- Susan Sullivan dans :
  - La Méthode Kominsky (2018-2019) : Eileen (8 épisodes)
  - C'est moi le chef ! (2018-2020) : Bonnie (5 épisodes)

- Jane Alexander dans :
  - Modern Love (2019) : Margot (saison 1, épisode 8)
  - Tales from the Loop (2020) : Klara (3 épisodes)

- 1983-1984 : Scandales à l'Amirauté : Hilary Adams (Sela Ward) (22 épisodes)
- 1983-1988 : Hôtel : Christine Francis (Connie Sellecca) (115 épisodes)
- 1985-1987 : Quoi de neuf docteur ? : Maggie Malone Seaver (Joanna Kerns) (1re voix, saisons 1 et 2)
- 1984 : Danse avec moi : Lúcia Fernandes (Natália do Valle)
- 1986 : Flamingo Road : Sandy Swanson (Cynthia Sikes)
- 1989 : Les Feux de l'amour : Shirley Haskell (Ruth Silveira)
- 1993-1999 : Une nounou d'enfer : Chasteté Claire « C.C. » Babcock (Lauren Lane) (145 épisodes)
- 1994 : Absolutely Fabulous : Bo Crysalis Turtle (Mo Gaffney (en))
- 2007-2011 : City Homicide : L'Enfer du crime : Bernice Waverley (Noni Hazlehurst) (84 épisodes)
- 2008 : Cashmere Mafia : Cynthia Tate (Beth Chamberlin) (épisode 6)
- 2009 : Desperate Housewives : Lucia Marquez (María Conchita Alonso) (saison 2, épisode 15)
- 2010 : Sissi : Naissance d'une Impératrice : la comtesse Esterhazy (Franziska Stavjanik) (mini-série)
- 2010 : Cold Case : Affaires classées : l'agent Diane Yates (Susanna Thompson) (saison 7)
- 2010-2012 : Boardwalk Empire : Isabelle Jeunet (Anna Katerina) (6 épisodes)
- 2014 : Jessie : Michelle Obama (Michelle Obama) (saison 3, épisode 13)
- 2015-2017 : Blacklist : Laurel Hitchin (Christine Lahti) (10 épisodes)
- 2016 : Pretty Little Liars : Claudia (Amy Yasbeck) (saison 6, épisode 15)
- 2018 : Tell Me a Story : Madeline Watson (Polly Draper) (saison 1)
- 2018 : Maniac : Angelica Milgrim (Trudie Styler) (mini-série)
- 2019 : Another Life : la générale Blair Dubois (Barbara Williams) (8 épisodes)
- 2019 : Big Little Lies : la juge Marylin Cipriani (Becky Ann Baker) (saison 2)
- 2020 : Enfer blanc : Elsa Engström (Lena Endre) (8 épisodes)
- 2021 : Chicago Med : Carol Conte (Margaret Colin) (saison 6)
- 2022 : The First Lady : Laura Bush (Kathleen Garrett) (mini-série)
- 2022 : A Spy Among Friends (en) : Dora Philby (Kate Fahy (en)) (mini-série)
- 2023 : La Diplomate : Grace Penn, la vice-présidente (Allison Janney)
- 2023 : Poker Face : Kathleen Townsend (Ellen Barkin) (saison 1, épisode 6)
- 2024 : Mr. et Mrs. Smith : Rita (Eva Holzapfel (de))
- 2024 : Bandidos : Marisa (Claudia Ramírez)
- 2025 : Chair de poule : Naomi Brewer (Barbara Walsh (en))
- 2025 : Mercredi : Grand-mère Hester Frump (Joanna Lumley) (saison 2)

#### Séries d'animation
- 1990-1992 : Les Fruittis : la narratrice
- 2009 : Le Monde selon Tim : Marie
- 2023 : What If...? : Dr Wendy Lawson / Mar-Vell[16] (saison 2, épisode 2)
- 2024 : Star Wars: The Bad Batch : Isa Durand

### Jeux vidéo
- 2024 : Dragon Age: The Veilguard : Stathann

#### Documentaires et divertissements
- MythBusters : narratrice